# Nhép môi
Nhép môi (tiếng Anh: lip-sync, lip sync, lip-synchronization hay playback) hay còn gọi là nhép nhạc là một dạng giả vờ hát hoặc nói với phần đã thu âm trước (nhưng thật ra là không hề phát ra âm thanh). Nhép môi có thể được dùng trong các buổi họp báo, hòa nhạc, đóng phim hay thu âm. Trong các buổi hòa nhạc, có thể gọi là hát nhép. Đối với hát nhép trong các buổi hòa nhạc trực tiếp thì đây là một việc được nhiều khán giả xem là "không thể chấp nhận được". Rất nhiều quốc gia trên thế giới đã ban hành lệnh cấm hát nhép.

## Âm nhạc

### Britney Spears

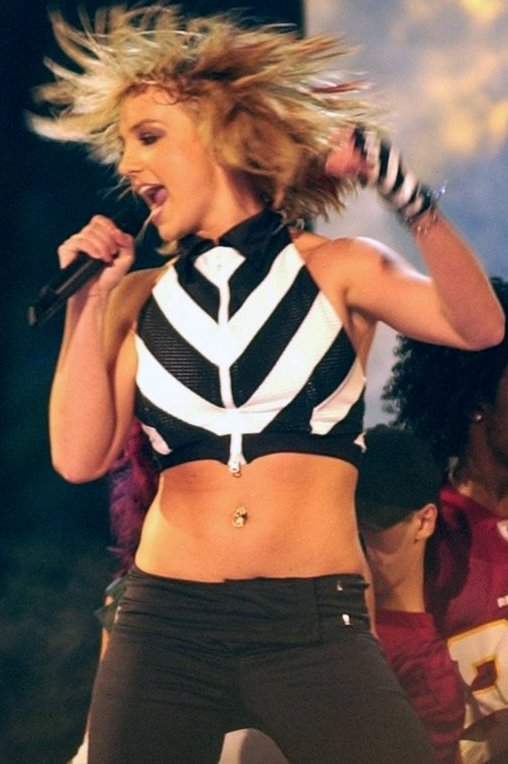
Britney Spears thường xuyên bị chỉ trích vì hát nhép rất nhiều trong các buổi hòa nhạc.

Có rất nhiều nguồn tin cho rằng Britney Spears hát nhép trong các buổi hòa nhạc. Gary Giddins đã viết trong cuốn sách Natural selection: Gary Giddins on comedy, film, music and books (2006), "Các ca sĩ hát nhép mà ta thường gặp là Britney Spears, Luciano Pavarotti, Shania Twain, Beyoncé và Madonna." Rashod D. Ollison của tờ báo The Baltimore Sun nhận xét: "[...] Các fan hâm mộ sẽ không trả tiền cho một chiếc vé 300 đô la nếu Britney Spears, Janet Jackson hay Madonna hát với giọng thật chát tai của mình mà không có bản thu sẵn để nhép." Giddins còn nói thêm, "Britney Spears bị tố cáo thường xuyên hát nhép, cũng đúng thôi bởi vì các fan của cô ấy muốn một show diễn hoàn hảo "không tì vết" chứ không phải là một show diễn "chối tai", bởi họ đã phải trả một số tiền lớn cho nó."
Năm 2007, Britney có màn trình diễn để đời tại MTV VMA khi cô hát nhép "Gimme More" cùng với vũ đạo tẻ nhạt. Năm 2009, các fan của Britney Spears tại Úc đã vô cùng thất vọng khi họ phát hiện thần tượng của họ hát nhép suốt buổi diễn. Đài ABC đã tả lại, "Các fan của cô ấy đã chạy ra khỏi show diễn khi Britney chỉ mới bắt đầu ba bài hát mà họ đã phải trả tới 200 đô tới 1.500 đô cho một chiếc vé." Reuters nói rằng "việc hát nhép của Britney Spears là không thể bào chữa." Mặc dù trong tour 2009 Britney đã hát thật (rất ít) nhưng vẫn bị phát hiện là dùng bản thu có trước. Mặc dù vậy khả năng nhảy của Britney vẫn "cứu vớt" cho cô phần nào. Song hiện tại thì Britney không có khả năng nhảy như trước nữa. Trên chương trình Good Morning America năm 2011, Britney Spears đã hát nhép "Till the World Ends". Điều này đã bị các nhà phê bình chỉ trích kịch liệt vì "bạn mong cô ấy nhảy tốt vì cô ấy hay hát nhép, nhưng không, cô ấy hát chẳng ra hồn mà nhảy cũng xấu tệ."

### Ashlee Simpson

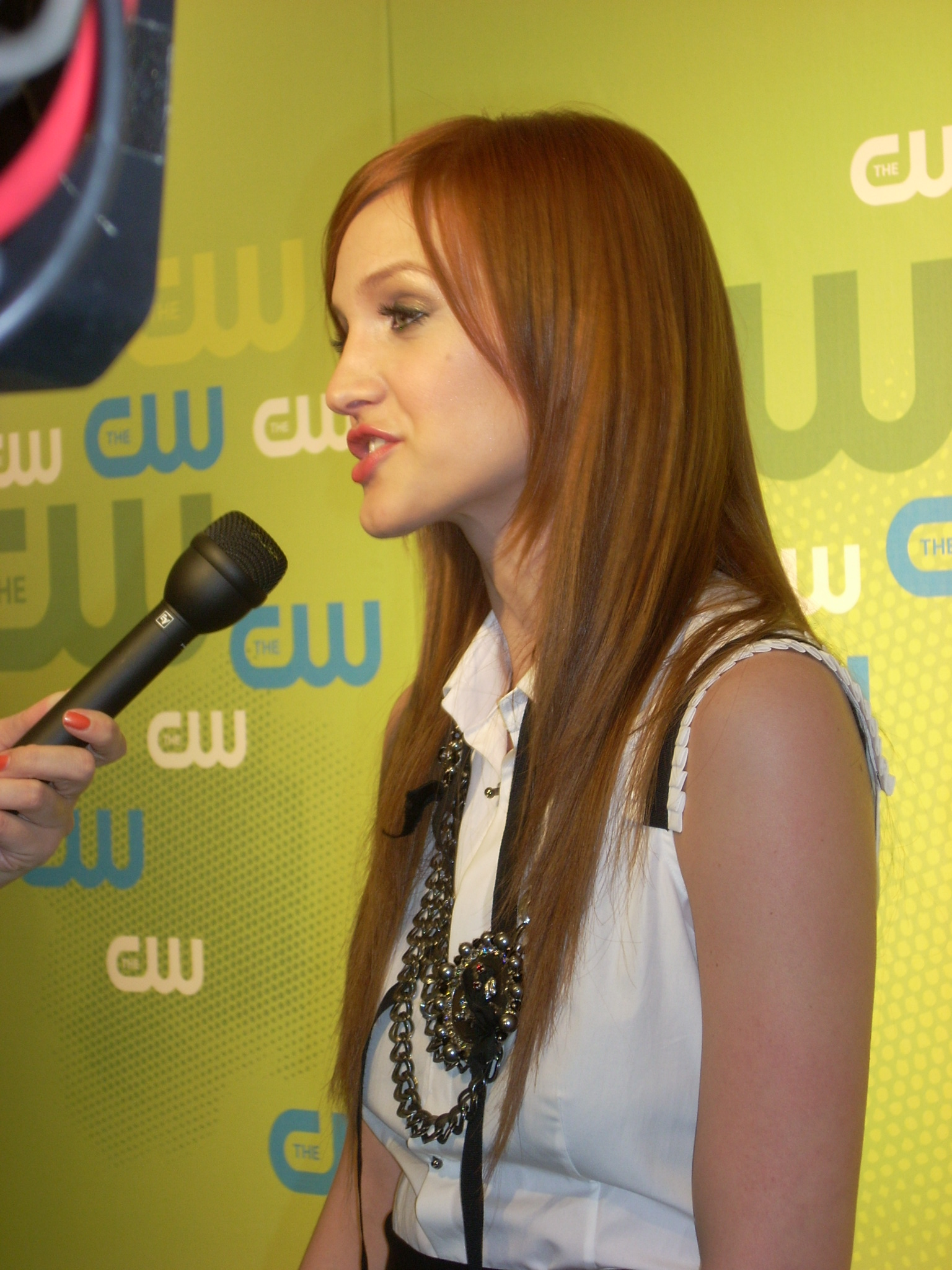
Ashlee Simpson đã hát nhép trên chương trình Saturday Night Live năm 2004.

Nữ ca sĩ Ashlee Simpson đã được mời với tư cách nghệ sĩ khách mời trên chương trình Saturday Night Live trong tập thứ 568 ngày 23 tháng 10 năm 2004. Để phù hợp với chương trình, Ashlee đã chuẩn bị lên kế hoạch biểu diễn hai bài hát. Ca khúc đầu tiên "Pieces of Me" đã được biểu diễn rất trơn tru. Tuy nhiên, đến phần trình diễn ca khúc thứ hai, "Autobiography", thì phần nhạc thu sẵn của "Pieces of Me" lại được phát lên trước khi Ashlee cầm micro hát. Ashlee bắt đầu nhảy để trấn tĩnh khán giả, song sau đó cô lại rời khỏi chương trình trong khi ban nhạc vẫn đang chơi (không phải bản thu sẵn).

### Khác
- "Ông hoàng nhạc Pop" Michael Jackson đã hát nhép ca khúc hit "Billie Jean" của mình trên chương trình Motown 25: Yesterday, Today, Forever (1983).[8]
- "Bà hoàng nhạc Pop" Madonna cũng không tránh khỏi vụ việc hát nhép khi cô bị phát hiện là hát nhép trong chuyến lưu diễn Blond Ambition World Tour (1990), song cô đã thể hiện phần nhảy rất xuất sắc.[9]
- Em gái của Michael Jackson, Janet Jackson cũng đã hát nhép trong chuyến lưu diễn Rhythm Nation World Tour, và cũng thể hiện phần nhảy rất xuất sắc giống như Madonna.[10]
- Rapper 50 Cent đã hát nhép tại lễ trao giả BET với ca khúc "Amusement Park".[11]
- Tại giải đấu Super Bowl năm 2009, phần trình diễn quốc ca Mỹ "The Star-Spangled Banner" của Jennifer Hudson đã bị tố hát nhép.[12]
- Tại giải đấu Super Bowl năm 1991, Whitney Houston cũng bị nghi là hát nhép quốc ca Mỹ.[12]
- Tại Lễ nhậm chức lần thứ hai của Tổng thống Hoa Kỳ Barack Obama năm 2012, nữ ca sĩ Beyoncé Knowles đã thú nhận hát nhép quốc ca Mỹ. Cô đã nói rằng cô rất xúc động khi Obama nhậm chức, và cô sợ điều đó sẽ làm hỏng buổi biểu diễn nên cô đã hát nhép.[13]
- Hát nhép cũng là một khâu quan trọng trong việc thực hiện các video ca nhạc.

## Điện ảnh
Trong các phim điện ảnh, nhép môi là một phần đoạn phổ biến trước khi sản xuất. Đa số các phim hiện đại được thu sẵn phần hội thoại trước và sau đó được nhép để tránh sơ suất kỹ thuật. Nhép môi cũng được thực hiện trong các phim ca nhạc và các phim hoạt hình.